# Tibetia coelestis
Tibetia coelestis là một loài thực vật có hoa trong họ Đậu. Loài này được (Diels) H.P.Tsui miêu tả khoa học đầu tiên.